# Embaixada de Barbados em Brasília
A Embaixada de Barbados em Brasília é a principal representação diplomática barbadense no Brasil.
Fica em uma casa alugada no Lago Sul. O país ainda mantém consulados honorários no Rio de Janeiro e em São Paulo.

## História
Brasil e Barbados estabeleceram relações diplomáticas em 1971. Um vice-consulado foi inaugurado em Bridgetown em 1976, enquanto a embaixada só seria fundada em 1985. Em 2010, foi fundada a embaixada barbadense em Brasília, sendo que até então a embaixada barbadense em Caracas fazia a diplomacia com o Brasil - são as duas únicas embaixadas do país na América do Sul.

## Serviços
A embaixada realiza os serviços protocolares das representações estrangeiras, como o auxílio aos barbadenses que moram no Brasil e aos visitantes vindos de Barbados e também para os brasileiros que desejam visitar ou se mudar para o país caribenho. Cerca de 57 brasileiros vivem na Barbados. A embaixada de Brasília conta com um setor consular, e Barbados ainda mantém consulados honorários no Rio de Janeiro e em São Paulo.
Outras ações que passam pela embaixada são as relações diplomáticas com o governo brasileiro nas áreas política, econômica, cultural e científica. Os dois países mantém parcerias de cooperação científica, em especial na área da saúde, com a Fundação Oswaldo Cruz. Brasil e Barbados ainda tiveram algumas trocas comerciais, na casa de 16,9 milhões de dólares em 2018.